# Antonino Orrù
Antonino Orrù (* 23. April 1928 in Sinnai; † 13. August 2022 in Cagliari) war ein italienischer Geistlicher und römisch-katholischer Bischof von Ales-Terralba.

## Leben
Antonino Orrù empfing nach seiner theologischen Ausbildung am 13. Juli 1952 die Priesterweihe durch Paolo Botto, Erzbischof von Cagliari. Orrù war Vikar in Serramanna und ab 1964 Pfarrer von Santa Lucia in Cagliari.
Papst Johannes Paul II. ernannte ihn am 9. April 1990 zum Bischof von Ales-Terralba. Der Erzbischof von Cagliari, Ottorino Pietro Alberti, spendete ihm am 13. Mai desselben Jahres die Bischofsweihe; Mitkonsekratoren waren Pier Giuliano Tiddia, Erzbischof von Oristano, und Tarcisio Pillolla, Weihbischof in Cagliari. Sein bischöflicher Wahlspruch war Dilatentur spatia caritatis.
Am 5. Februar 2004 nahm Papst Johannes Paul II. sein altersbedingtes Rücktrittsgesuch an. Antonino Orrù lebte zuletzt in der La casa della ragazza der Giuseppine-Schwestern von Genoni in Cagliari. Er starb am 13. August 2022 im Alter von 94 Jahren in Cagliari.